# Guam na Mistrzostwach Świata w Lekkoatletyce 2011
Guam na Mistrzostwach Świata w Lekkoatletyce 2011 reprezentowany był przez dwóch zawodników.

## Występy reprezentantów Guamu

### Mężczyźni

#### Konkurencje biegowe
| Konkurencja  | Zawodnik      | Runda 1  | Runda 1 | Runda 2      | Runda 2 | Półfinał | Półfinał | Finał    | Finał   |
| Konkurencja  | Zawodnik      | Rezultat | Pozycja | Rezultat     | Pozycja | Rezultat | Pozycja  | Rezultat | Pozycja |
| ------------ | ------------- | -------- | ------- | ------------ | ------- | -------- | -------- | -------- | ------- |
| Bieg na 800m | Derek Mandell |          |         | 1:57,11 (PB) | 40      |          |          |          |         |

### Kobiety

#### Konkurencje biegowe
| Konkurencja  | Zawodniczka  | Runda 1  | Runda 1 | Runda 2    | Runda 2 | Półfinał | Półfinał | Finał    | Finał   |
| Konkurencja  | Zawodniczka  | Rezultat | Pozycja | Rezultat   | Pozycja | Rezultat | Pozycja  | Rezultat | Pozycja |
| ------------ | ------------ | -------- | ------- | ---------- | ------- | -------- | -------- | -------- | ------- |
| Bieg na 100m | Pollara Cobb | 12,64    | 18 q    | 12,55 (PB) | 53      |          |          |          |         |